# 李晟
李 晟（り せい、727年 - 793年）は、唐代の将軍。字は良器。徳宗年間、朱泚の乱を鎮圧した功績で西平郡王に封ぜられた。

## 生涯

### 幼年
李晟は唐の玄宗の開元15年（727年）に生まれた。洮州臨潭県の出身で、祖父の李思恭や父の李欽、代々隴右の裨将であった。父親を早くに亡くし、母に孝を尽くしたと言われる。性格は雄烈で才能があり、騎射をよくしたという。

### 朱泚の乱以前
18歳で従軍した。身長は六尺に達し、勇敢で軍を圧倒した。河西節度使の王忠嗣の吐蕃の攻撃に参加した。この時吐蕃に、大きな被害を与え、門を開けることを拒む将軍がいたので、王忠嗣は軍に射殺す者を募ると、李晟が弓を引き一発で殺した。王忠嗣は李晟を厚く賞し、背中を撫でて「万人敵」と呼んだ。後に、鳳翔節度使の高升雅がその名を聞くと、李晟を自身の配下に召した。高升雅の下で李晟は畳州と宕州で叛いた羌族を撃破して左羽林大将軍となった。
代宗の広徳初期、鳳翔節度使の孫志直が李晟に遊兵を統率させ、李晟が羌の高玉等を撃破すると、特進・光禄卿・太常卿とした。大暦初期、鳳翔に鎮した李抱玉に右軍都将とされた。大暦4年（769年）、吐蕃が霊州を包囲すると、李抱玉は李晟に兵五千を遣わしたが、李晟は兵数が数で圧倒するには少なく、策を謀るには多いと断った。李晟は結局将兵千人で大震関に進み、臨洮で勝利した。霊州の吐蕃はこれを聞くと包囲を解いて去った。この功績で開府儀同三司となった。邠寧節度使の馬璘と共に吐蕃と戦い、敗けて退却する際、李晟の功績で吐蕃を抜くことができ、合川郡王に封ぜられた。しかし、馬璘は李晟の威名を忌んだことや、李晟を無礼と見たことから長安に送った。代宗は李晟を宿衛に留め、右神策都将とした。
大暦14年（779年）、徳宗が即位すると、吐蕃と南詔の連合軍十万が三路より西川節度使の崔寧を攻めた。李晟と曲環が逆撃し、大勝した。建中2年（781年）、成徳・魏博・平盧・山南東道の半独立地域が造反した。これは成徳の李宝臣が子の李惟岳に、李正己が子の李納に、田承嗣が田悦に地位を継がせることを徳宗が断ったためである。徳宗は先鋒の李晟と河東節度使の馬燧・昭義軍節度使の李抱真を向かわせ、魏博の田悦を臨洺で大破した。田悦は魏州に帰還したが、李晟の軍は内部揉めに討伐を阻まれた。この頃、王武俊が李惟岳を殺して徳宗に投降したが、再び朱滔と共に造反した。王武俊が邢州に向かうと、李抱真は軍の一部を邢州の救援に向かわせた。これが馬燧との関係に亀裂を生じ、李晟が仲介した。建中3年（782年）に王武俊に負けて魏州を引くと、李晟は王武俊の子の王士真が包囲していた趙州の守将の康日知を救援するため、義武軍節度使の張孝忠と合流した。両者は王武俊の拠点である恒州の攻撃を計画した。建中4年（783年）春、李晟は張孝忠の子の張昇雲と共に朱滔の将軍の鄭景済を清苑で攻撃したが、朱滔が魏州から駆けつけて反撃したため、定州に退却した。李晟はこの時、病を発した。

### 朱泚の乱

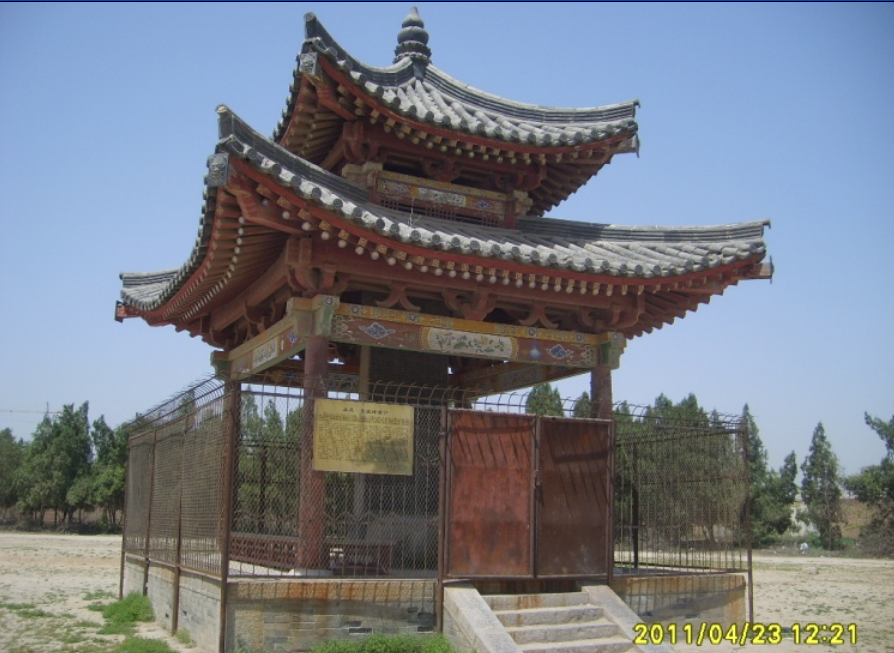
839年、陝西の高陵区に朱泚の乱鎮圧を記念して建てられた李晟碑。

同年秋、涇原で恩賞の不満による兵変が起き、徳宗は奉天に避難した。涇原の兵は朱滔の兄の朱泚に従った。朱泚は大秦皇帝を名乗って奉天を包囲した。李晟は病から復活し、奉天の救援に向かいたがったが、張孝忠が朱泚の攻撃に晒されることを恐れて義武軍に留めた。李晟が張孝忠の配下に賄賂を送り、子の李憑を義武軍に留めることで張孝忠は納得し、楊栄国と共に徳宗の救援に向かわせた。長安に兵4千で至ると朱泚の包囲を解くことができず、東渭橋に留まった。李晟は人望があったため、長安付近の人が集まり、軍が一万に膨れ上がったという。
李懐光が到着すると、朱泚による奉天の包囲が解かれた。しかし徳宗は会見を断り、長安奪回のために李晟・李建徽・楊恵元と合流させた。李懐光は合流したが長安を攻撃せずに咸陽に留まった。興元元年（784年）春、李晟は李懐光が朱泚と通じていることを察知し、東渭橋に軍を移した。さらに、徳宗に反乱に備えて漢中や蜀への道を確保することを促した。徳宗はなだめたが、李懐光は造反を公表した。徳宗は梁州に避難し、その際李晟を同中書門下平章事とし、長安の軍事を任せられた。
李晟は朱泚と李懐光の乱の対応に追われた。李懐光には投降を促す手紙を送った。李懐光は応じなかったが、李晟を恐れて兵を河中まで引いた。一方、朱泚は長安に居た李晟の親族を優遇することで李晟を味方に引き込もうとしたが、李晟は応じなかった。徳宗が渾瑊を長安に向かわせると、李晟は長安攻撃に備えた。同年6月、李晟は宣戦布告をして渾瑊・駱元光・尚可孤と共に長安に進んだ。同月、長安を奪回すると朱泚は逃げ、配下に殺された。

### 鎮圧後
李晟は名声を得て、西平郡王、鳳翔・隴右・涇原節度使となった。後に権力の大きさを疎まれて兵権を削られ、太尉・中書令に転じた。貞元9年（793年）、67歳で病逝した。忠武と諡された。

## 子女
- 李愿
- 李聡
- 李摠
- 李愻
- 李憑
- 李恕
- 李憲
- 李愬
- 李懿
- 李聴
- 李惎
- 李慇
- 李侗
- 李伷
- 李偕
- 張彧の妻
- 崔枢の妻